# Загать (заповідне урочище)
Зага́ть — заповідне урочище в Україні. Розташоване в межах Лубенського району Полтавської області, між селом Заріг та смт Оржиця.
Площа 149 га. Статус присвоєно згідно з рішенням облради від 04.09.1995 року. Перебуває у віданні ДП «Лубенський лісгосп» (Оржицьке лісництво, кв. 29-31).
Статус присвоєно для збереження лісового масиву, в деревостані якого переважають насадження дуба.

## Галерея

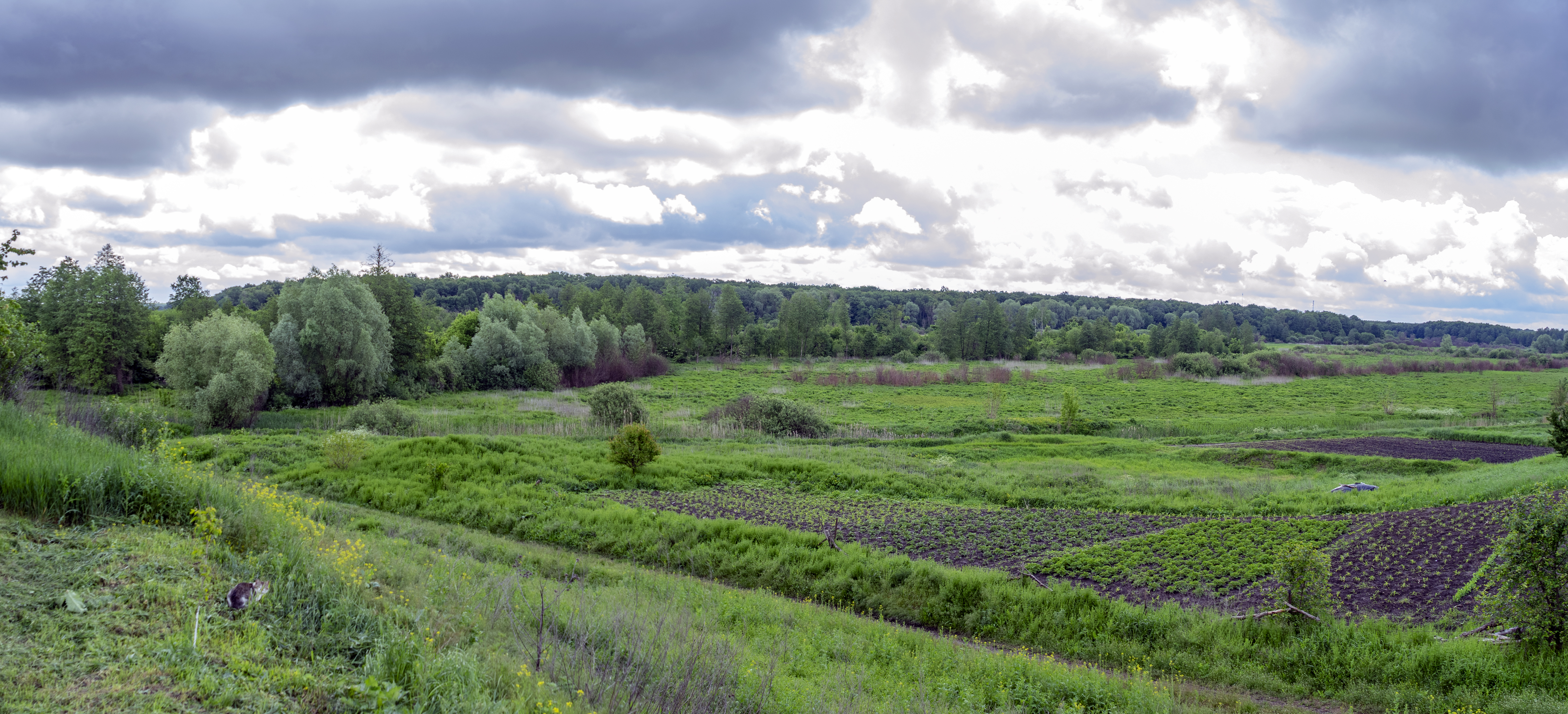
Вечір у заповідному урочищі
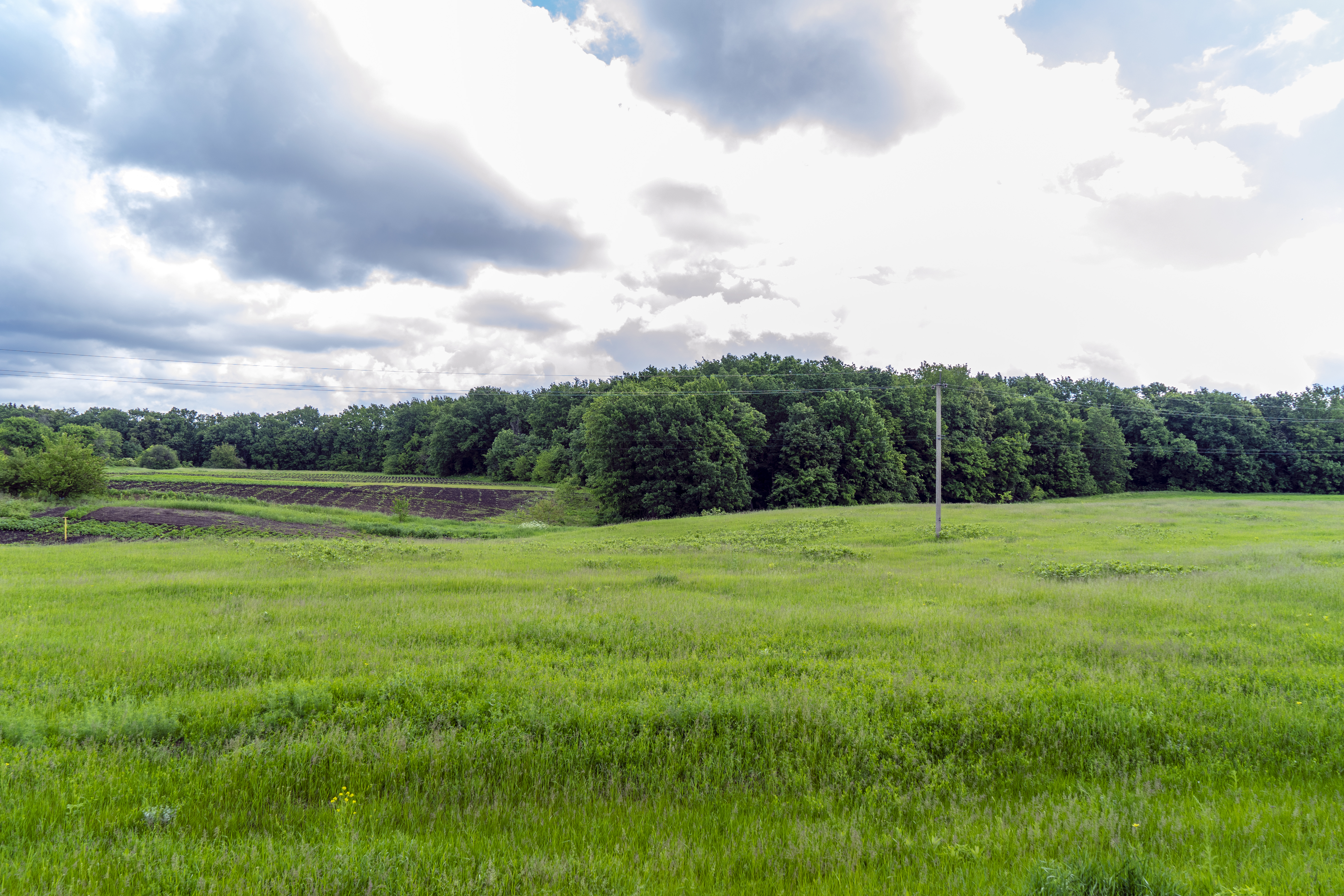
Рослинність
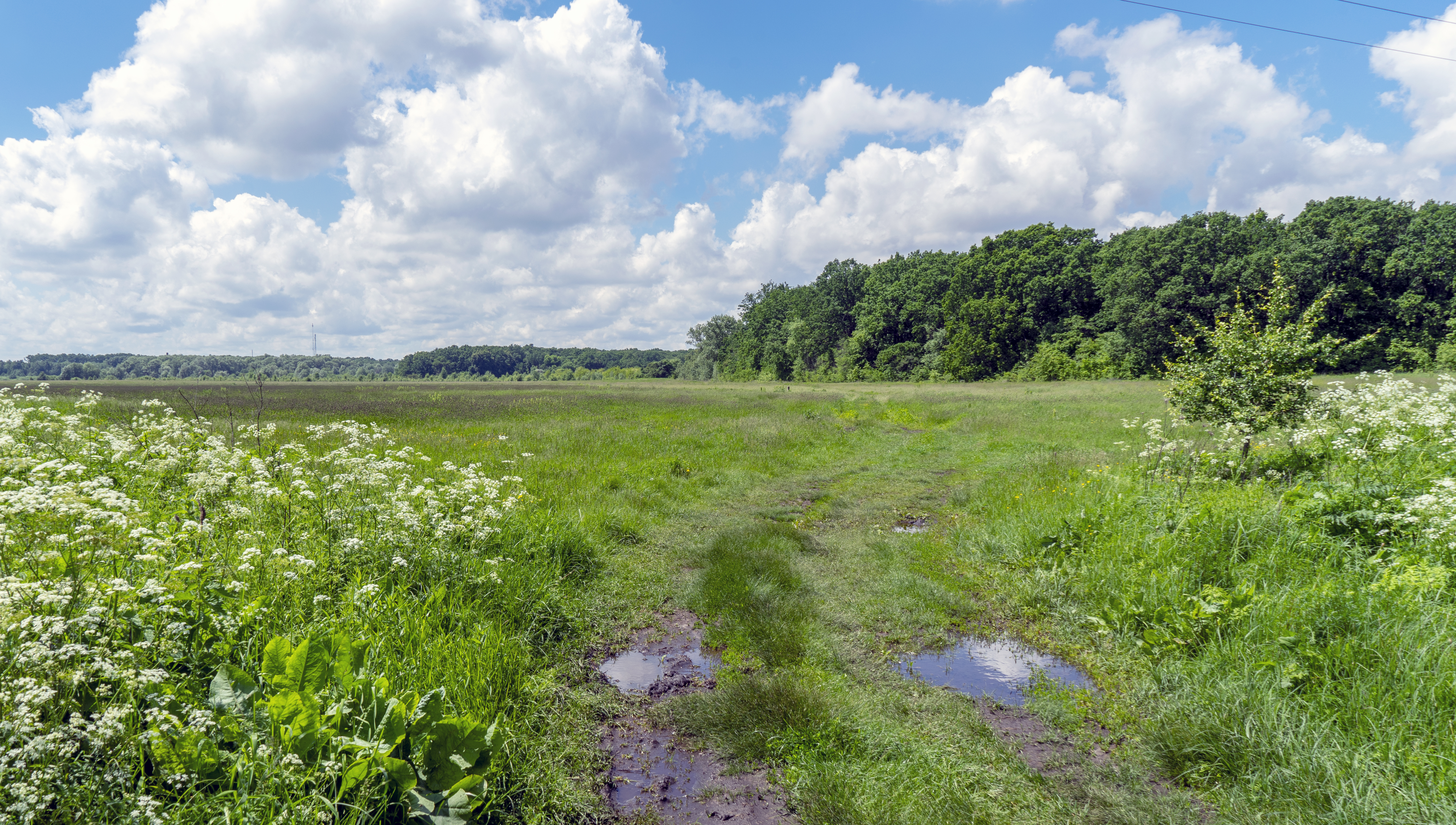
Стежка